# Medio ambiente natural

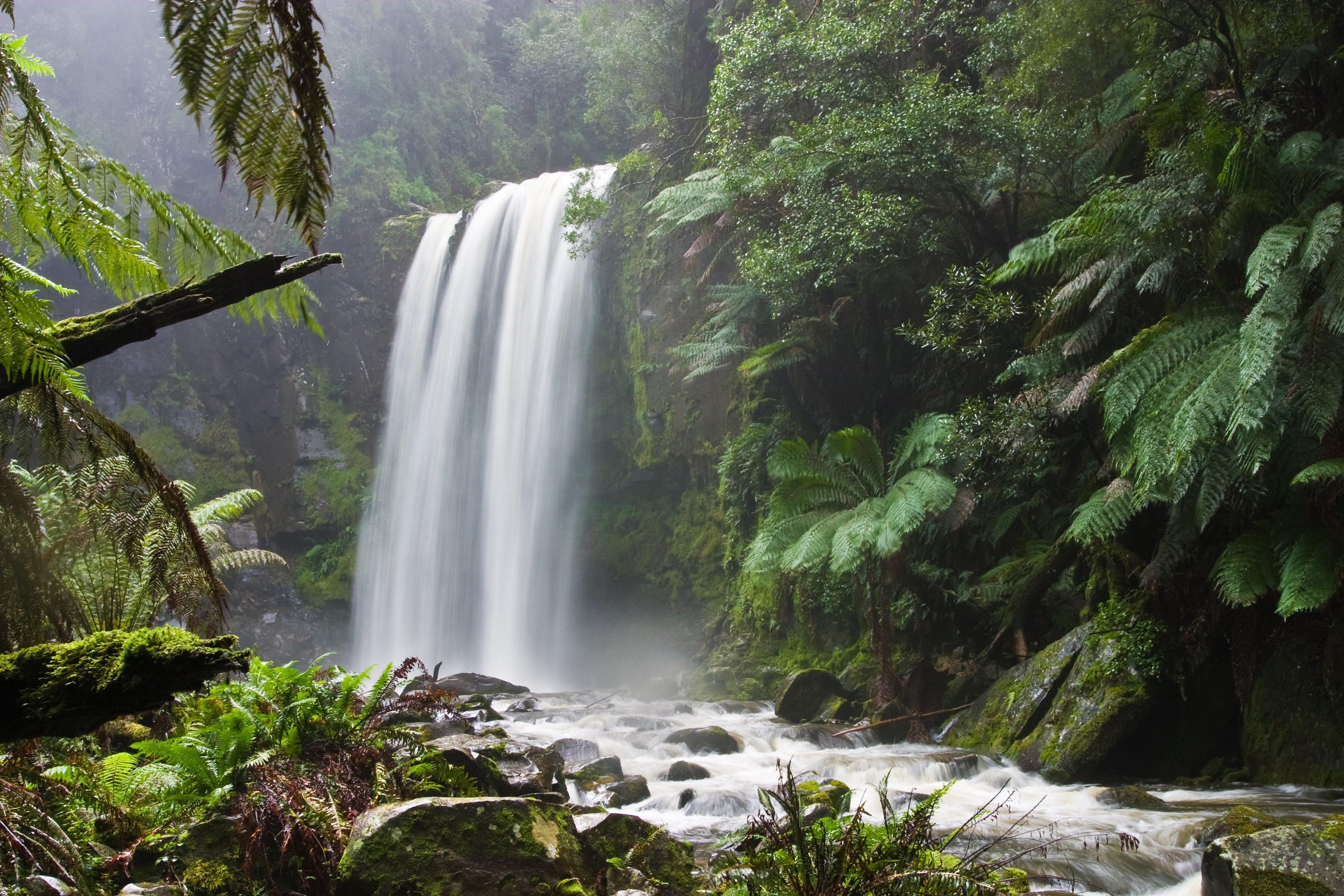
La gestión de la tierra ha conservado las características naturales de la catarata Hopetoun, Australia, al tiempo que permite un amplio acceso para los visitantes.

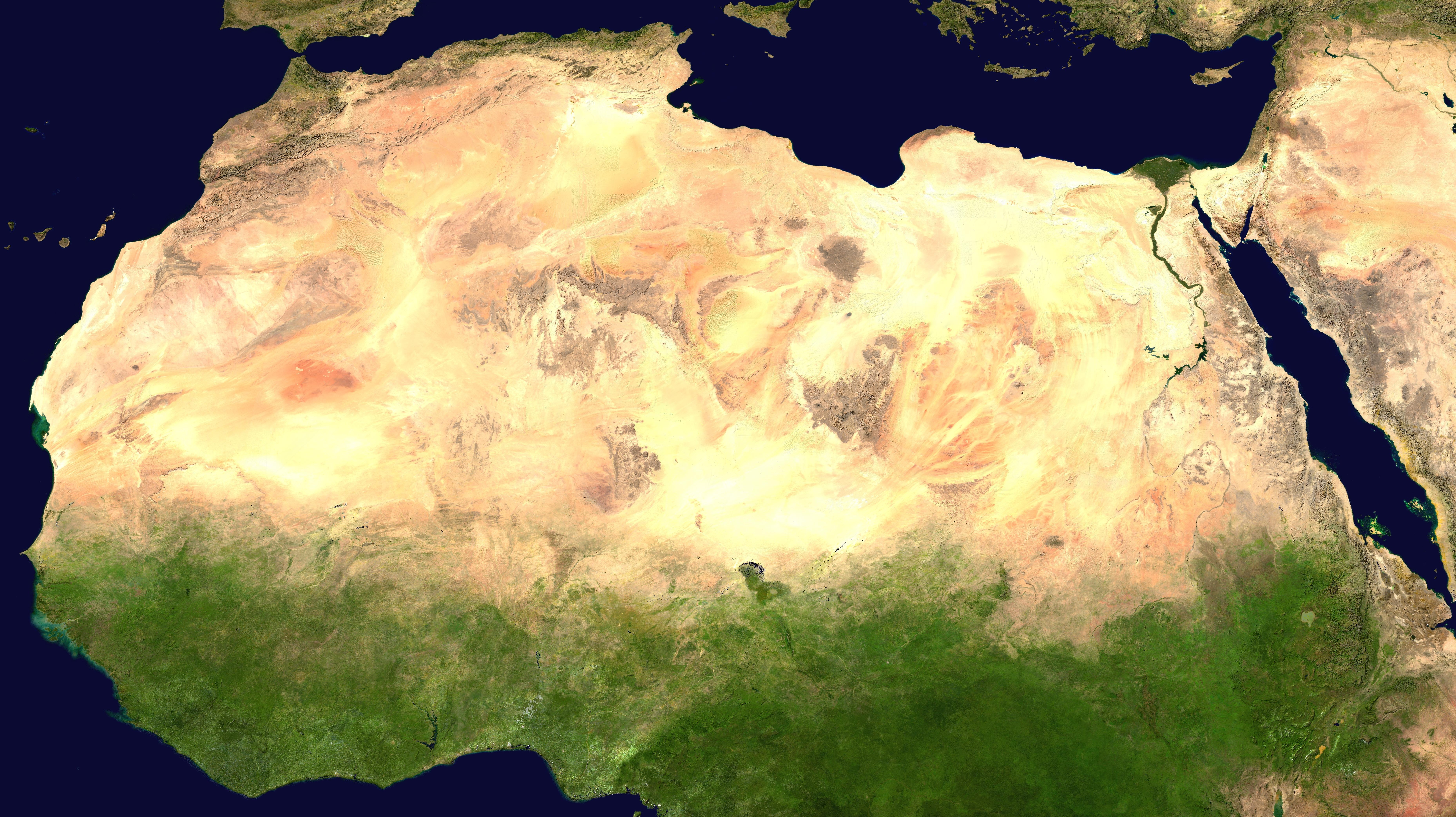
La imagen del desierto del Sahara desde el satélite, el desierto más caliente del mundo y el tercer desierto más grande después de los desiertos polares.

El medio ambiente natural (también escrito medioambiente) o entorno natural es el conjunto de componentes físicos, químicos y biológicos externos con los que interactúan los seres vivos. Dicho entorno abarca la interacción de todas las especies vivas, el clima, y los recursos naturales que afectan la supervivencia humana y la actividad económica. Se pueden distinguir como componentes del medio ambiente:
- Unidades ecológicas completas que funcionan como sistemas naturales, incluida toda la vegetación, los microorganismos, el suelo, las rocas, la atmósfera y los fenómenos naturales que ocurren dentro de sus límites y su naturaleza.
- Los recursos naturales universales y los fenómenos físicos que carecen de límites definidos, como el aire, el agua y el clima, así como la energía, la radiación, la carga eléctrica y el magnetismo que no hayan sido originados por acciones humanas civilizadas.

Como contraposición al entorno natural está el ambiente construido. En áreas donde el hombre ha transformado fundamentalmente paisajes como los entornos urbanos y la conversión de tierras agrícolas, el entorno natural se modifica enormemente en un entorno humano simplificado. Incluso los actos que parecen menos extremos, como la construcción de una choza de barro o un sistema fotovoltaico en el desierto, el entorno modificado se convierte en uno artificial. Aunque muchos animales construyen cosas para proporcionar un mejor ambiente para ellos mismos, no son humanos, por lo tanto, las presas de castores, y las obras de las termitas, termiteros o montículos, se consideran naturales.
Las personas rara vez encuentran ambientes absolutamente naturales en la Tierra, y la naturalidad generalmente varía en un continuo, desde el 100 % natural en un extremo hasta el 0 % natural en el otro. Más precisamente, podemos considerar los diferentes aspectos o componentes de un entorno, y ver que su grado de naturalidad no es uniforme. Si, por ejemplo, en un campo agrícola, la composición mineralógica y la estructura de su suelo son similares a las de un suelo de bosque no perturbado, pero la estructura es bastante diferente.
El término medio ambiente se usa a menudo como sinónimo de hábitat, por ejemplo, cuando se dice que el ambiente natural de las jirafas es la sabana.
Según el Programa de las Naciones Unidas para el Medio Ambiente (PNUMA) se usa más comúnmente en referencia al ambiente «natural», o la suma de todos los componentes vivos y los abióticos que rodean a un organismo, o grupo de organismos. El medio ambiente natural comprende componentes físicos tales como aire, temperatura, relieve, suelos y cuerpos de agua así como componentes vivos: plantas, animales y microorganismos. También existe el «medio ambiente construido», que comprende todos los elementos y los procesos hechos por el hombre. En términos macroscópicos se suele considerar al medioambiente como un sector, una región o un todo (escala global). En cada uno de esos niveles o alcances de estudio hay una interacción entre el aire, del agua o del suelo como agentes abióticos y de toda una gran variedad de organismos animales y vegetales, con distinto nivel de organización celular, como integrantes del mundo biótico.

## Composición

Estructura en capas de la Tierra. (1) núcleo interno; (2) núcleo externo; (3) manto inferior; (4) manto superior; (5) litosfera; (6) corteza.

Las ciencias de la Tierra generalmente reconocen las siguientes cuatro esferas como componentes de los sistemas que conforman la totalidad del medio ambiente natural:
- la litosfera
- la hidrosfera
- la atmósfera
- la biosfera

Estas esferas se corresponden al conjunto de las rocas, las aguas, la atmósfera y la vida, respectivamente.
Algunos científicos incluyen, como parte de las esferas de la Tierra, la criosfera (correspondiente al hielo) como una porción distinta de la hidrosfera, así como la pedosfera (correspondiente al suelo) como una esfera activa y entremezclada de las cuatro anteriores.
Las ciencias de la Tierra (también conocidas como geociencias o ciencias geológicas) engloban todas las ciencias relacionadas con el estudio directo del planeta Tierra como tal. Hay diferentes disciplinas en ciencias de la tierra, como geografía física, geología, paleontología, geofísica, climatología, oceanografía o geodesia, ente otras. Estas disciplinas utilizan la física, la química, la biología, la geocronología y las matemáticas para desarrollar una comprensión cualitativa y cuantitativa de las principales áreas o esferas de la Tierra.

## Actividad geológica

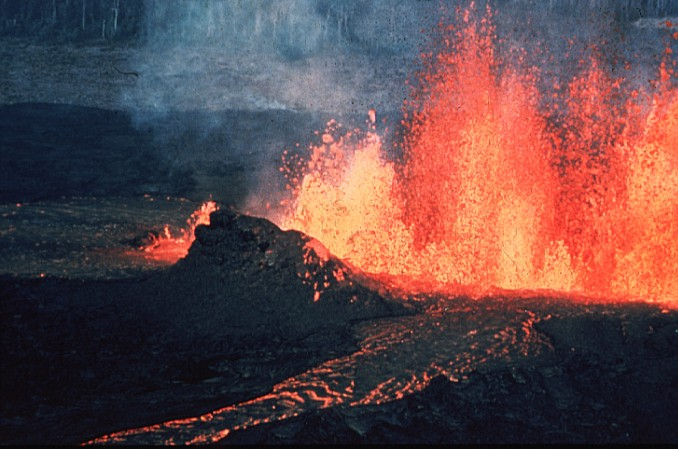
Física volcánica y canal de lava

La corteza terrestre, o litosfera, es la superficie sólida más externa del planeta y es química y mecánicamente diferente del manto subyacente. Es la capa de roca de la Tierra con la que interaccionan la vida y los seres humanos. Se ha generado en gran medida por procesos ígneos en los que el magma se enfría y se solidifica para formar roca sólida. Debajo de la litosfera se encuentra el manto que se calienta por la descomposición de los elementos radiactivos. El manto, aunque sólido, se encuentra en un estado de convección reológica. Este proceso de convección hace que las placas litosféricas se muevan, aunque lentamente. El proceso resultante se conoce como tectónica de placas. Los volcanes resultan principalmente de la fusión del material de la corteza subducida o del manto ascendente en las cordilleras medioocéanicas y las plumas del manto.

## Agua en la Tierra

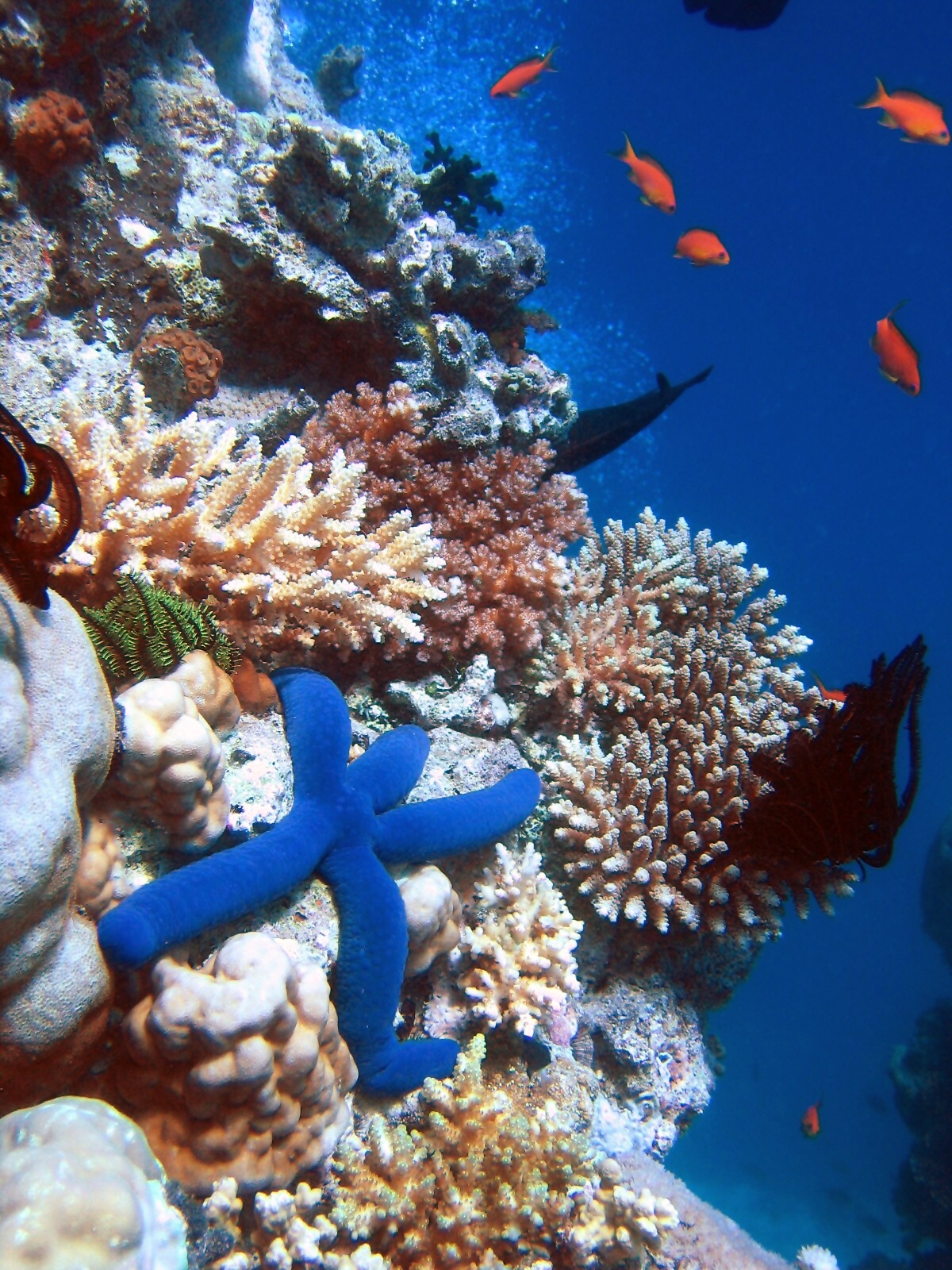
Los arrecifes de coral tienen una importante biodiversidad marina

La mayor parte del agua se encuentra en uno u otro tipo de cuerpo de agua natural.

### Océanos
Un océano es un cuerpo importante de agua salina y un componente de la hidrosfera. Aproximadamente el 71 %  de la superficie de la Tierra (un área de unos 362 millones de kilómetros cuadrados) está cubierta por el océano, una masa de agua continua que normalmente se divide en varios océanos principales y mares más pequeños. Más de la mitad de esta área tiene más de 3000 metros (9800 pies) de profundidad. La salinidad oceánica promedio es de alrededor de 35 ppt (partes por mil) (3.5 %), y casi toda el agua de mar tiene una salinidad en el rango de 30 a 38 ppt. Aunque generalmente reconocidas como varios océanos «separados», estas aguas comprenden un cuerpo global e interconectado de agua salada a menudo conocido como el océano mundial o el océano global. Los fondos marinos profundos son más de la mitad de la superficie de la Tierra, y se encuentran entre los entornos naturales menos modificados. Las principales divisiones oceánicas están definidas en parte por los continentes, varios archipiélagos y otros criterios: estas divisiones son (en orden descendente de tamaño) el océano Pacífico, el océano Atlántico, el océano Índico, el océano Antártico y el océano Ártico.

### Ríos

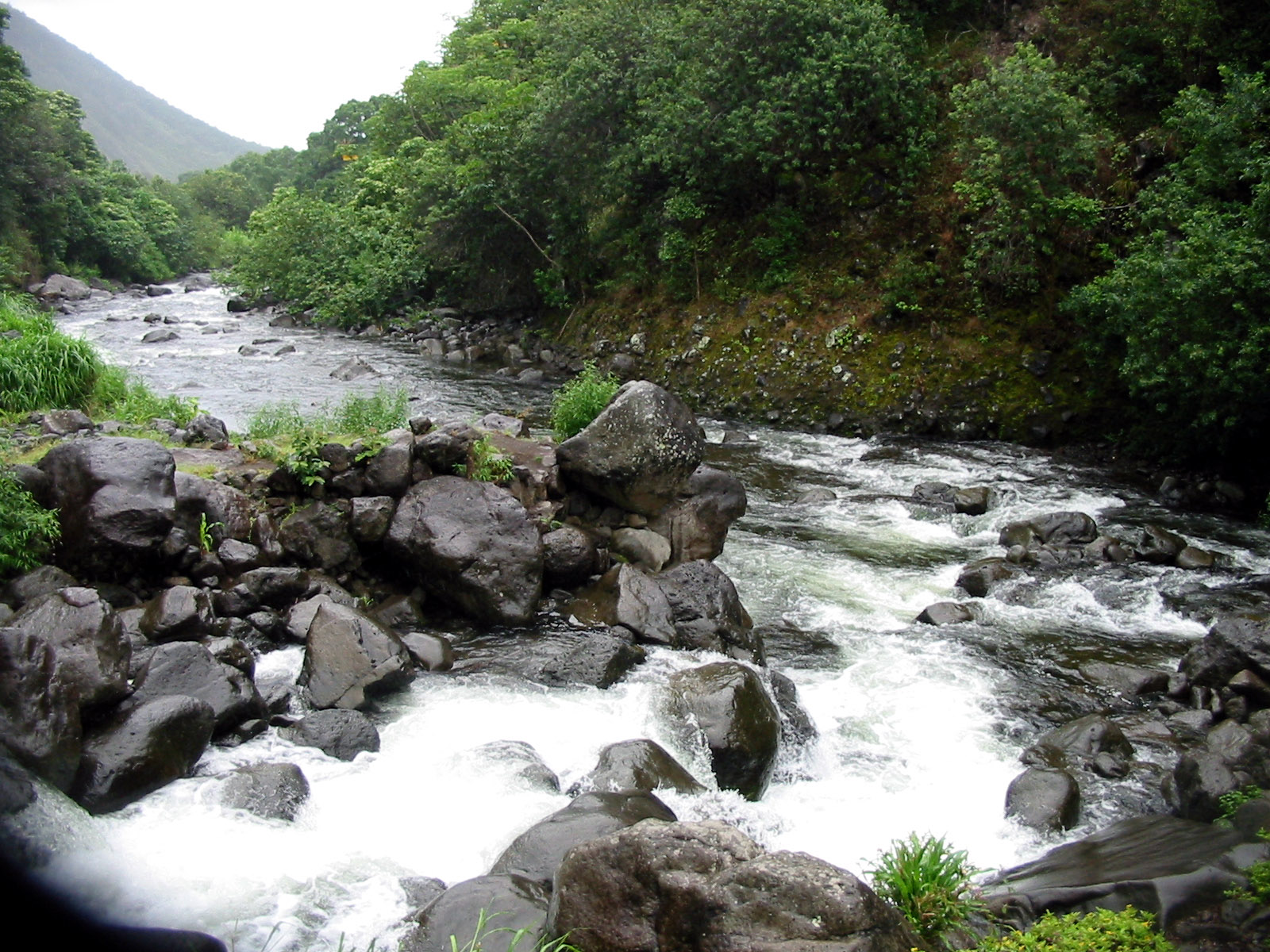
Arroyo rocoso en el estado estadounidense de Hawái

Un río es un curso de agua natural, generalmente de agua dulce, que fluye hacia un océano, un lago, un mar u otro río. Unos pocos ríos simplemente fluyen hacia el suelo y se secan completamente antes de llegar a otro cuerpo de agua.
El agua en un río está generalmente en un canal, formado por un lecho de un arroyo entre las orillas. En los ríos más grandes también hay una llanura de inundación más amplia formada por aguas que cubren el canal. Las llanuras de inundación pueden ser muy anchas en relación con el tamaño del canal del río. Los ríos son parte del ciclo hidrológico. El agua dentro de un río generalmente se recolecta de la precipitación a través de la escorrentía superficial, la recarga de aguas subterráneas, los manantiales y la liberación de agua almacenada en glaciares y paquetes de nieve.
Los ríos pequeños también se pueden denominar con otros nombres, como arroyo. Su corriente está confinada dentro de un cauce y un banco. Las corrientes desempeñan un importante papel de corredor en la conexión de hábitats fragmentados y por lo tanto en la conservación de la biodiversidad. El estudio de arroyos y cursos de agua en general se conoce como hidrología superficial.

### Lagos

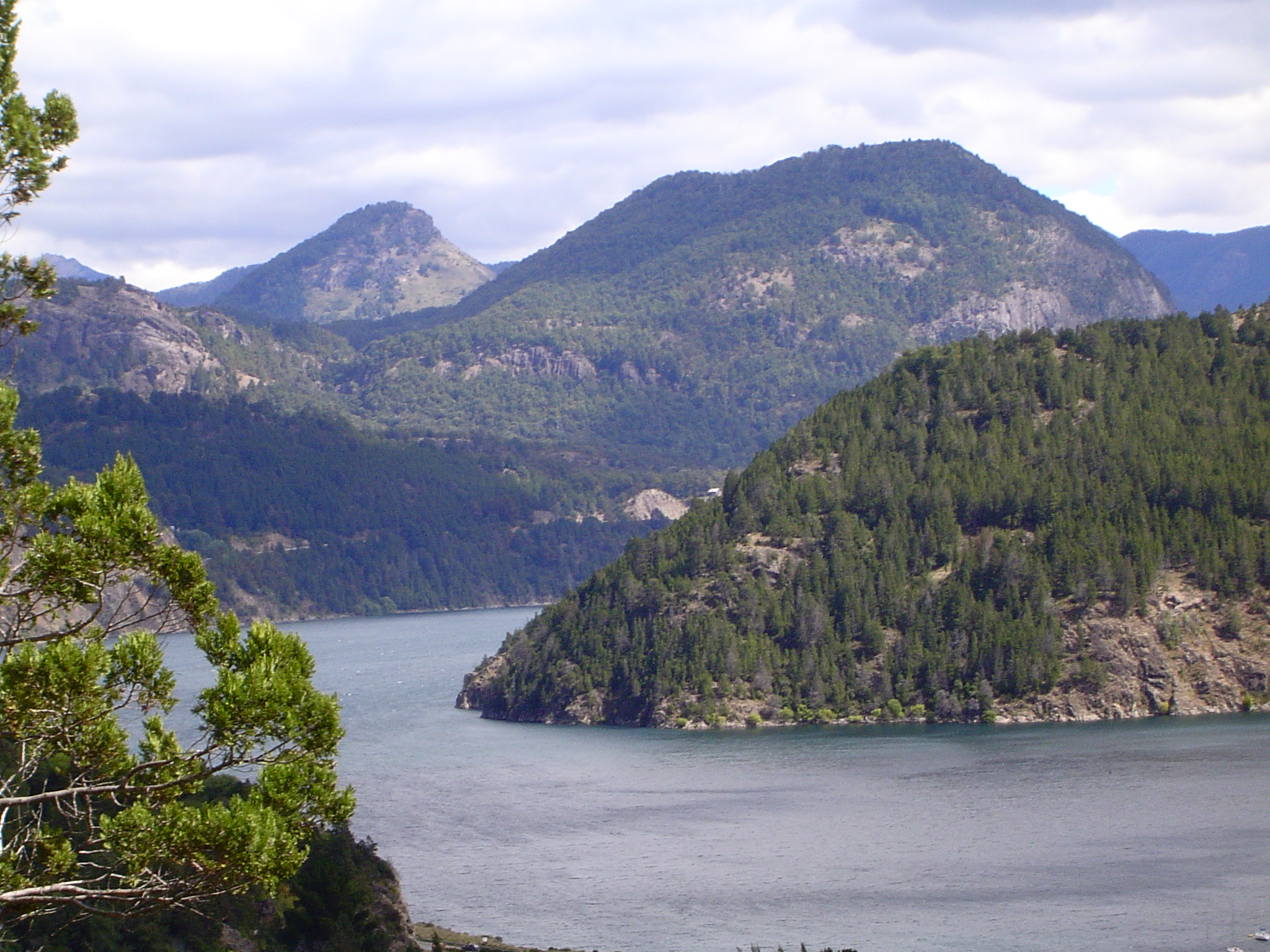
Lago Lácar, de origen glaciar, en el Parque nacional Lanín, Neuquén, Argentina.

Un lago (del latín lacus) es una característica del terreno, un cuerpo de agua que se localiza en el fondo de la cuenca. Un cuerpo de agua se considera un lago cuando está en el interior, no es parte de un océano, y es más grande y más profundo que un estanque.

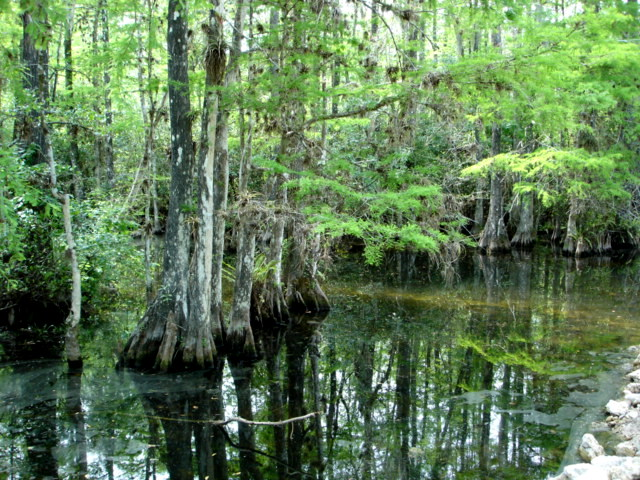
Un área de pantano en el parque nacional de los Everglades, Florida, Estados Unidos.

Los lagos naturales de la Tierra se encuentran generalmente en áreas montañosas, zonas de ruptura y áreas con glaciaciones recientes o en curso. Otros lagos se encuentran en las cuencas endorreicas o a lo largo de los cursos de los ríos maduros. En algunas partes del mundo, hay muchos lagos debido a los caóticos patrones de drenaje que quedaron de la última Edad de Hielo. Todos los lagos son temporales en escalas de tiempo geológico, ya que se llenarán lentamente con sedimentos o se derramarán fuera de la cuenca que los contiene.

#### Estanques
Un estanque es un cuerpo de agua estancada, ya sea natural o hecha por el hombre, que generalmente es más pequeña que un lago. Una gran variedad de cuerpos de agua hechos por el hombre se clasifican como estanques, incluidos los jardines acuáticos diseñados para la ornamentación estética, los estanques de peces diseñados para la cría de peces comerciales y los estanques solares diseñados para almacenar energía térmica. Los estanques y lagos se distinguen de los arroyos por su velocidad actual. Mientras que las corrientes en los arroyos son fácilmente observables, los estanques y lagos poseen micro-corrientes térmicas y corrientes moderadas por el viento. Estas características distinguen un estanque de muchas otras características del terreno acuático, como las piscinas de arroyos y las pozas de mareas.

### Impacto humano en el agua
Los humanos impactan el agua de diferentes maneras, como la modificación de los ríos (a través de represas y canalizaciones de arroyos), la urbanización y la deforestación. Estos afectan los niveles del lago, las condiciones del agua subterránea, la contaminación del agua, la contaminación térmica y la contaminación marina. Los humanos modifican los ríos utilizando la manipulación directa de canales. Están construyendo represas y embalses y manipulando la dirección de los ríos y el camino del agua. Las represas son buenas para los humanos: algunas comunidades necesitan los reservorios para sobrevivir. Sin embargo, los embalses y represas pueden afectar negativamente el medio ambiente y la vida silvestre. Las presas detienen la migración de los peces y el movimiento de los organismos río abajo. La urbanización afecta al medio ambiente debido a la deforestación y al cambio en los niveles de los lagos, las condiciones de las aguas subterráneas, etc. La deforestación y la urbanización van de la mano. La deforestación puede causar inundaciones, disminución del flujo de la corriente y cambios en la vegetación de la ribera. El cambio en la vegetación ocurre porque cuando los árboles no pueden obtener el agua adecuada, comienzan a deteriorarse, lo que lleva a una disminución del suministro de alimentos para la vida silvestre en un área.

## Atmósfera y clima

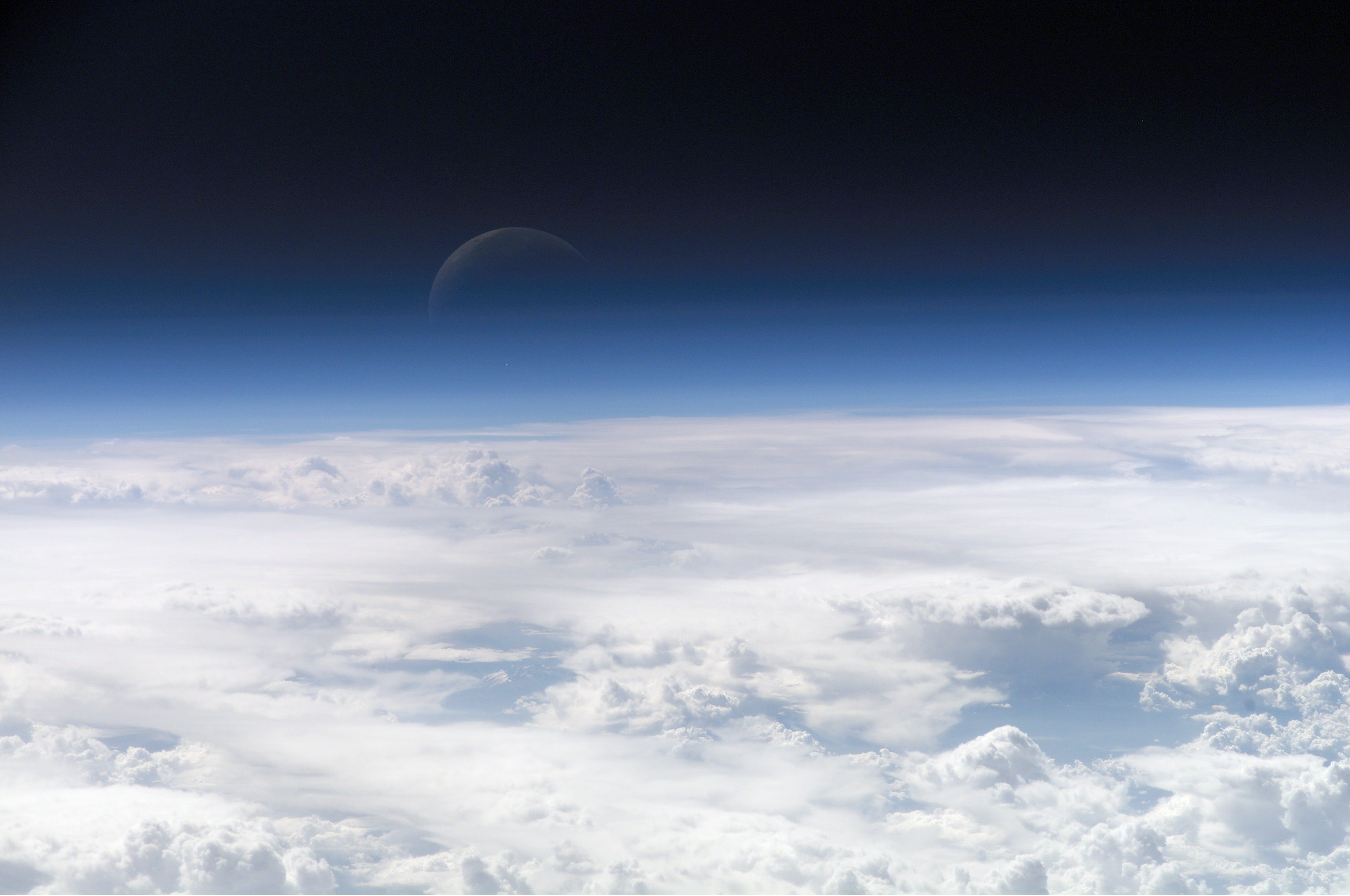
Los gases atmosféricos dispersan la luz azul más que otras longitudes de onda, creando un halo azul cuando se ven desde el espacio.

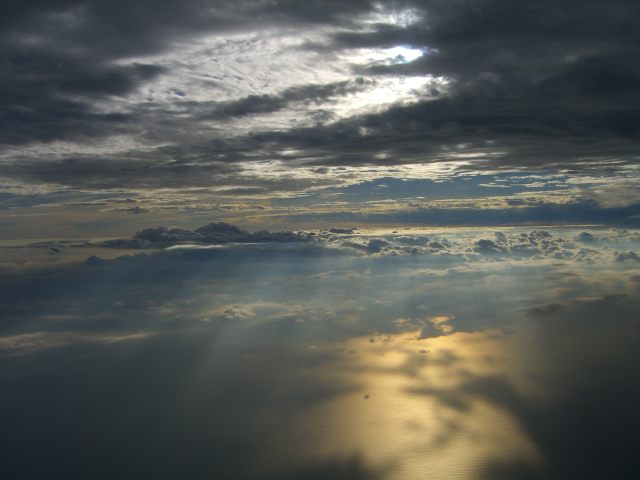
Una vista de la troposfera terrestre desde un avión

Los rayos son una descarga atmosférica de electricidad acompañada de truenos, que se produce durante tormentas eléctricas y otras condiciones naturales.

La atmósfera de la Tierra sirve como un factor clave para sostener el ecosistema planetario. La delgada capa de gases que envuelve a la Tierra se mantiene en su lugar por la gravedad del planeta. El aire seco consta de 78 % de nitrógeno, 21 % de oxígeno, 1 % de argón y otros gases inertes, como el dióxido de carbono. Los gases restantes a menudo se denominan gases traza, entre los cuales se encuentran los gases de efecto invernadero, como el vapor de agua, el dióxido de carbono, el metano, el óxido nitroso y el ozono. El aire filtrado incluye trazas de muchos otros compuestos químicos. El aire también contiene una cantidad variable de vapor de agua y suspensiones de gotitas de agua y cristales de hielo vistos como nubes. Muchas sustancias naturales pueden estar presentes en pequeñas cantidades en una muestra de aire sin filtrar, incluyendo polvo, polen y esporas, rocío marino, cenizas volcánicas y meteoroides. Varios contaminantes industriales también pueden estar presentes, tales como cloro (primario o en compuestos), compuestos de flúor, mercurio y azufre tales como dióxido de azufre (SO2).
La capa de ozono de la atmósfera de la Tierra juega un papel importante en el agotamiento de la cantidad de radiación ultravioleta (UV) que llega a la superficie. Como el ADN se daña fácilmente con la luz UV, esto sirve para proteger la vida en la superficie. La atmósfera también retiene el calor durante la noche, lo que reduce las temperaturas diarias extremas.

### Capas de la atmósfera

#### Capas principales
La atmósfera de la Tierra se puede dividir en cinco capas principales. Estas capas están determinadas principalmente por si la temperatura aumenta o disminuye con la altitud. De mayor a menor, estas capas son:
- Exosfera: la capa más externa de la atmósfera de la Tierra se extiende desde la exobase hacia arriba, compuesta principalmente de hidrógeno y helio.
- Termosfera: la parte superior de la termosfera es la parte inferior de la exosfera, llamada exobase. Su altura varía con la actividad solar y varía entre 350-800 km (220-500 mi; 1 150 000-2 620 000 pies). La Estación Espacial Internacional orbita en esta capa, entre 320 y 380 km (200 y 240 mi).
- Mesosfera: La mesosfera se extiende desde la estratopausia hasta 80-85 km (50-53 mi; 262 000-279 000 pies). Es la capa donde la mayoría de los meteoros se queman al entrar en la atmósfera.
- Estratosfera: la estratosfera se extiende desde la tropopausa hasta aproximadamente 51 km (32 mi; 167 000 pies). La estratopausa, que es el límite entre la estratosfera y la mesosfera, por lo general es de 50 a 55 km (31 a 34 mi; 164 000 a 80 000 pies).
- Troposfera: la troposfera comienza en la superficie y se extiende hasta entre 7 kilómetros (22 965,9 pies) en los polos y 17 kilómetros (55 774,3 pies) en el ecuador, con alguna variación debido al clima. La troposfera se calienta principalmente mediante la transferencia de energía desde la superficie, por lo que en promedio la parte más baja de la troposfera es más cálida y la temperatura disminuye con la altitud. La tropopausa es el límite entre la troposfera y la estratosfera.

Otras capas
Dentro de las cinco capas principales determinadas por la temperatura hay varias capas determinadas por otras propiedades.
- La capa de ozono está contenida dentro de la estratosfera. Se localiza principalmente en la parte inferior de la estratosfera de aproximadamente a 15-35 km (9.3-21.7 mi; 49 000-115 000 pies), aunque el grosor varía estacionalmente y geográficamente. Alrededor del 90 % del ozono en nuestra atmósfera está contenido en la estratosfera.
- La ionosfera, la parte de la atmósfera que está ionizada por la radiación solar, se extiende de 50 a 1000 km (31 a 621 mi; 160 000 a 3 280 000 pies) y generalmente se superponen tanto a la exosfera como a la termosfera. Forma el borde interior de la magnetosfera.
- La homosfera y la heterosfera: La homosfera incluye la troposfera, la estratosfera y la mesosfera. La parte superior de la heterosfera está compuesta casi completamente de hidrógeno, el elemento más ligero.
- La capa límite planetaria es la parte de la troposfera que está más cerca de la superficie de la Tierra y está directamente afectada por ella, principalmente a través de la difusión turbulenta.

#### Efectos del calentamiento global

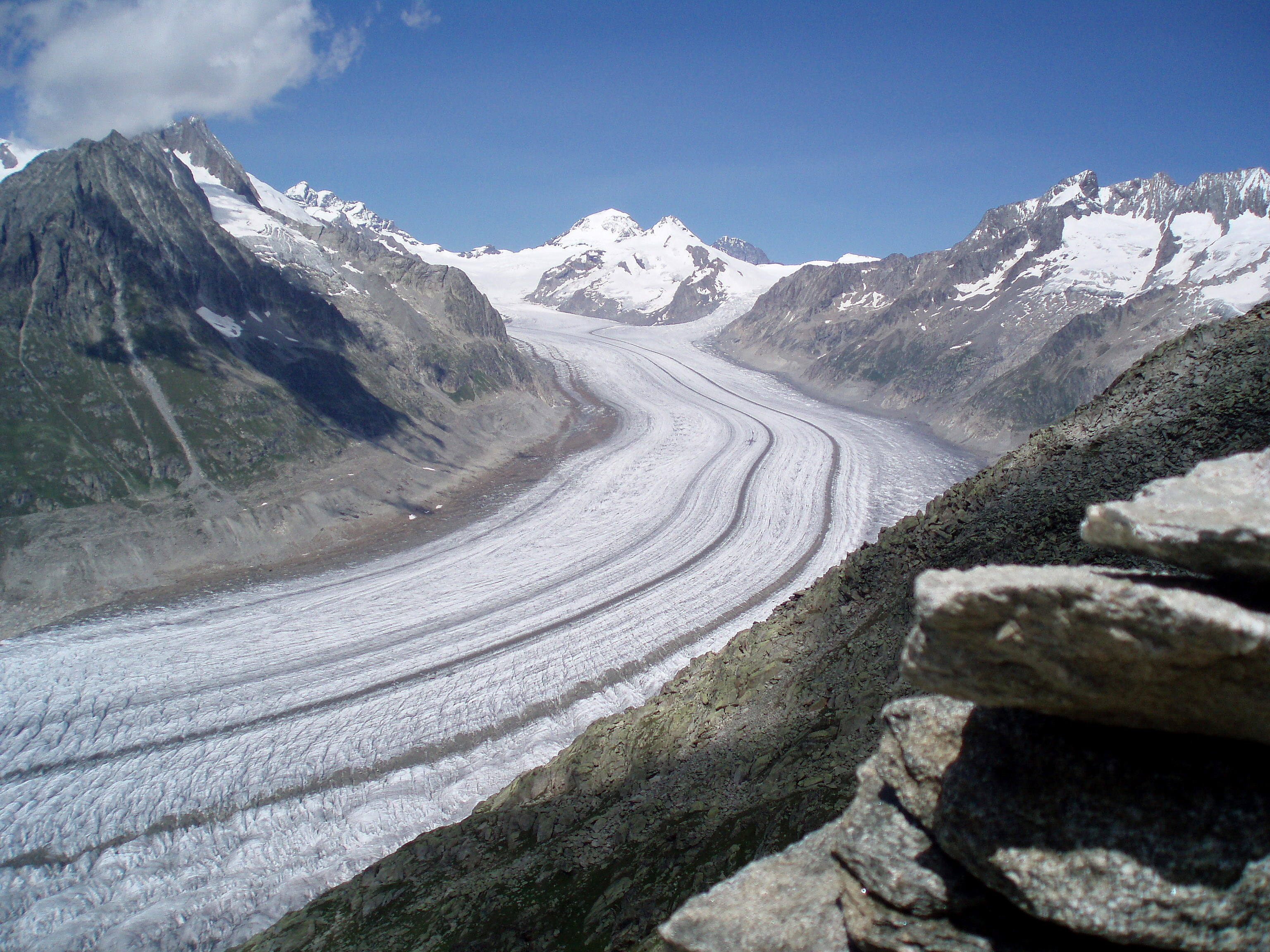
Vista del glaciar Aletsch en los Alpes suizos (debido al calentamiento global, ha ido disminuyendo).

Los peligros del calentamiento global están siendo estudiados cada vez más por un amplio consorcio mundial de científicos. Estos científicos están cada vez más preocupados por los posibles efectos a largo plazo del calentamiento global en nuestro entorno natural y en el planeta. De particular preocupación son el cambio climático y el calentamiento global causados por las emisiones antropogénicas o hechas por el hombre, de gases de efecto invernadero, principalmente el dióxido de carbono, pueden actuar interactivamente y tener efectos adversos sobre el planeta, su entorno natural y la existencia de los seres humanos. Está claro que el planeta se está calentando, y se está calentando rápidamente. Esto se debe al efecto invernadero, causado por los gases de efecto invernadero, que atrapan el calor dentro de la atmósfera de la Tierra debido a su estructura molecular más compleja que les permite vibrar y, a su vez, atrapar el calor y liberarlo hacia la Tierra. Este calentamiento también es responsable de la extinción de los hábitats naturales, lo que a su vez conduce a una reducción de la población de vida silvestre. El informe más reciente del Panel Intergubernamental sobre el Cambio Climático (el grupo de los principales científicos del clima en el mundo) concluyó que la tierra se calentará entre 2,7 y casi 11 grados Fahrenheit (1,5 a 6 °C) entre 1990 y 2100. Los esfuerzos se han centrado cada vez más en la mitigación de los gases de efecto invernadero que están causando cambios climáticos, en el desarrollo de estrategias adaptativas al calentamiento global, para ayudar a los seres humanos, otras especies animales, vegetales, ecosistemas, regiones y naciones a adaptarse a los efectos del calentamiento global. Algunos ejemplos de colaboración reciente para abordar el cambio climático y el calentamiento global incluyen:
- El Tratado de la Convención Marco de las Naciones Unidas y la Convención sobre el Cambio Climático, para estabilizar las concentraciones de gases de efecto invernadero en la atmósfera a un nivel que impida la interferencia antropogénica peligrosa en el sistema climático.[20]
- El Protocolo de Kioto, que es el protocolo del tratado de la Convención Marco Internacional sobre el Cambio Climático, nuevamente con el objetivo de reducir los gases de efecto invernadero en un esfuerzo por prevenir el cambio climático antropogénico.[21]
- La Iniciativa del Clima Occidental, para identificar, evaluar e implementar formas colectivas y cooperativas para reducir los gases de efecto invernadero en la región, centrándose en un sistema de comercio de límites máximos basado en el mercado.[22]

Un desafío significativamente profundo es identificar la dinámica ambiental natural en contraste con los cambios ambientales que no están dentro de las variaciones naturales. Una solución común es adaptar una vista estática que deje de lado las variaciones naturales. Metodológicamente, esta visión podría defenderse cuando se observan procesos que cambian lentamente y series temporales cortas, mientras que el problema surge cuando los procesos rápidos se vuelven esenciales en el objeto del estudio.

### Clima

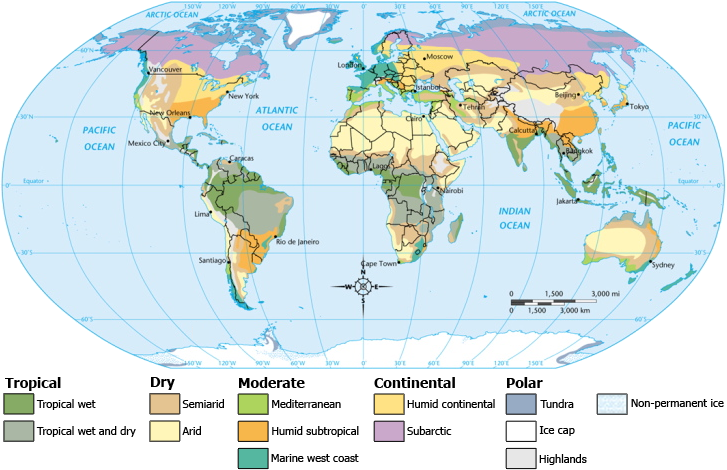
Mapa mundial de clasificaciones climáticas

El clima analiza las estadísticas de temperatura, humedad, presión atmosférica, viento, lluvia, conteo de partículas atmosféricas y otros elementos meteorológicos en una región determinada durante largos períodos de tiempo. El tiempo atmosférico, por otro lado, es la condición actual de estos mismos elementos durante períodos de hasta dos semanas.
Los climas se pueden clasificar de acuerdo con el promedio y los rangos típicos de diferentes variables, generalmente temperatura y precipitación. El esquema de clasificación más utilizado es el desarrollado originalmente por Wladimir Köppen. El sistema Thornthwaite, en uso desde 1948, utiliza la evapotranspiración, así como información sobre la temperatura y la precipitación para estudiar la diversidad de las especies animales y los posibles impactos de los cambios climáticos.

### Tiempo atmosférico

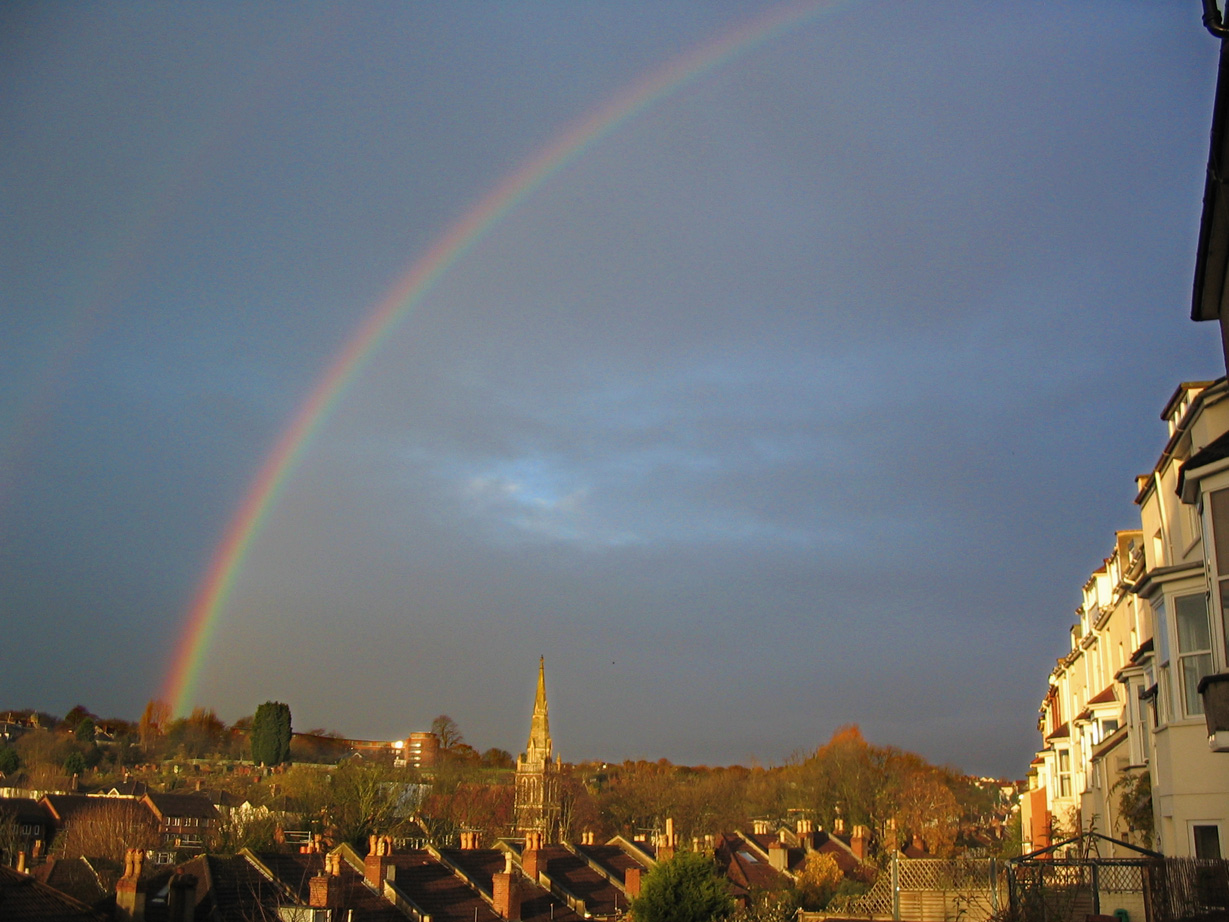
Los arcoíris son fenómenos ópticos y meteorológicos que hacen que aparezca un espectro de luz en el cielo cuando el Sol brilla sobre gotas de humedad en la atmósfera terrestre.

El tiempo atmosférico es un conjunto de todos los fenómenos que ocurren en un área atmosférica determinada en un momento dado. La mayoría de los fenómenos meteorológicos ocurren en la troposfera, justo debajo de la estratosfera. El clima se refiere, en general, a la temperatura diaria y la actividad de precipitación, mientras que el clima es el término para las condiciones atmosféricas promedio durante períodos de tiempo más largos. Cuando se usa sin calificación, se entiende por «clima» el clima de la Tierra.
El clima ocurre debido a las diferencias de densidad (temperatura y humedad) entre un lugar y otro. Estas diferencias pueden ocurrir debido al ángulo del sol en cualquier lugar en particular, que varía según la latitud desde los trópicos. El fuerte contraste de temperatura entre el aire polar y el tropical da lugar a la corriente en chorro. Los sistemas meteorológicos en las latitudes medias, como los ciclones extratropicales, son causados por la inestabilidad del flujo de chorro. Debido a que el eje de la Tierra está inclinado con respecto a su plano orbital, la luz solar incide en diferentes ángulos en diferentes épocas del año. En la superficie terrestre, las temperaturas suelen oscilar entre ± 40 °C (100 °F a −40 °F) anualmente. Durante miles de años, los cambios en la órbita de la Tierra han afectado la cantidad y distribución de energía solar recibida por la Tierra e influyen en el clima a largo plazo
Las diferencias de temperatura en la superficie a su vez causan diferencias de presión. Las altitudes más altas son más frías que las bajas debido a las diferencias en el calentamiento por compresión. El pronóstico del tiempo es la aplicación de la ciencia y la tecnología para predecir el estado de la atmósfera para un tiempo futuro y una ubicación determinada. La atmósfera es un sistema caótico, y pequeños cambios en una parte del sistema pueden crecer para tener grandes efectos en el sistema en su conjunto. Los intentos humanos para controlar el clima se han producido a lo largo de la historia humana, y hay evidencia de que la actividad humana civilizada, como la agricultura y la industria, ha modificado inadvertidamente los patrones climáticos.

## La vida

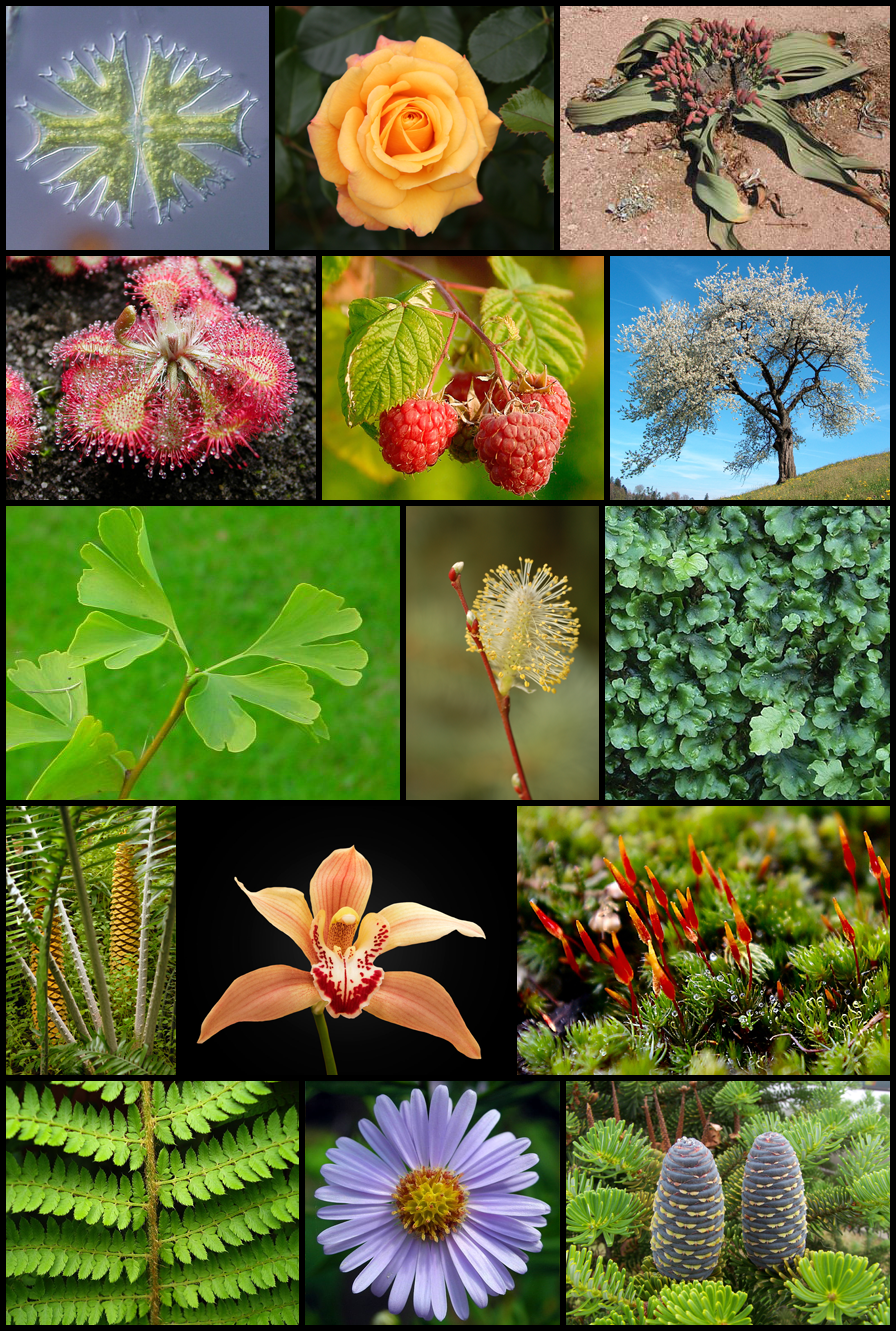
Hay muchas especies de plantas en el planeta

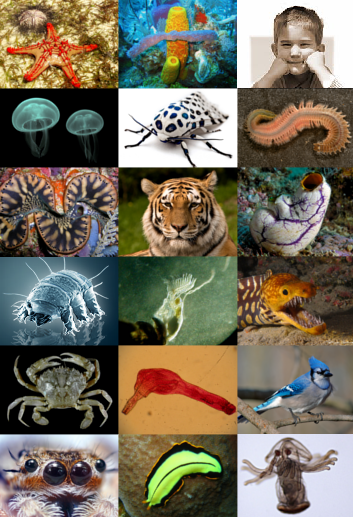
Un ejemplo de las muchas especies animales en la tierra

La evidencia sugiere que la vida en la Tierra ha existido durante unos 3700 millones de años. Todas las formas de vida conocidas comparten mecanismos moleculares fundamentales, y con base en estas observaciones, las teorías sobre el origen de la vida intentan encontrar un mecanismo que explique la formación de un organismo primordial de una sola célula, del cual se origina toda la vida. Hay muchas hipótesis diferentes con respecto a la ruta que se podría haber tomado desde moléculas orgánicas simples a través de la vida precelular hasta las protocélulas y el metabolismo.
Aunque no existe un acuerdo universal sobre la definición de vida, los científicos generalmente aceptan que la manifestación biológica de la vida se caracteriza por la organización, el metabolismo, el crecimiento, la adaptación, la respuesta a los estímulos y la reproducción. También se puede decir que la vida es simplemente el estado característico de los organismos. En biología, la ciencia de los organismos vivos, la «vida» es la condición que distingue a los organismos activos de la materia inorgánica, incluida la capacidad de crecimiento, la actividad funcional y el cambio continuo que precede a la muerte.
Se puede encontrar una variedad diversa de organismos vivos (formas de vida) en la biosfera en la Tierra, y las propiedades comunes a estos organismos (plantas, animales, hongos, protistas, arqueas y bacterias) son una forma celular basada en carbono y agua, con organización compleja e información genética hereditaria. Los organismos vivos tienen un metabolismo, mantienen la homeostasis, poseen la capacidad de crecer, responden a estímulos, se reproducen y, a través de la selección natural, se adaptan a su entorno en generaciones sucesivas. Los organismos vivos más complejos pueden comunicarse a través de diversos medios.

## Ecosistemas

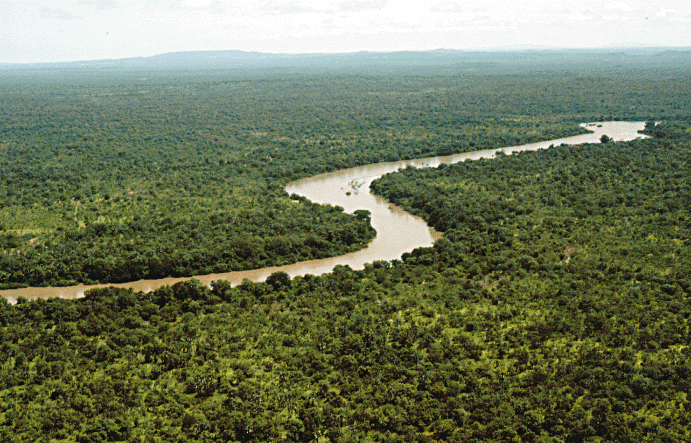
Los bosques tropicales a menudo tienen una gran cantidad de biodiversidad con muchas especies de plantas y animales. Este es el río Gambia en el parque nacional Niokolo-Koba de Senegal.

Un ecosistema (que a veces se usa con el mismo significado de medio ambiente) es una unidad natural que consta de todas las plantas, animales y microorganismos (factores bióticos) en un área que funciona junto con todos los factores físicos (abióticos) no vivos del medio ambiente.
En el concepto de ecosistema es fundamental la idea de que los organismos vivos están continuamente comprometidos en un conjunto de relaciones altamente interrelacionadas con todos los demás elementos que constituyen el ambiente biofísico en el que existen. Eugene Odum, uno de los fundadores de la ciencia de la ecología, declaró:
Cualquier unidad que incluya a todos los organismos (es decir, la «comunidad») en un área determinada que interactúa con el entorno físico para que un flujo de energía conduzca claramente a la estructura trófica definida, la diversidad biótica y los ciclos de materiales (es decir, el intercambio de materiales entre partes vivas y no vivas) dentro del sistema es un ecosistema.

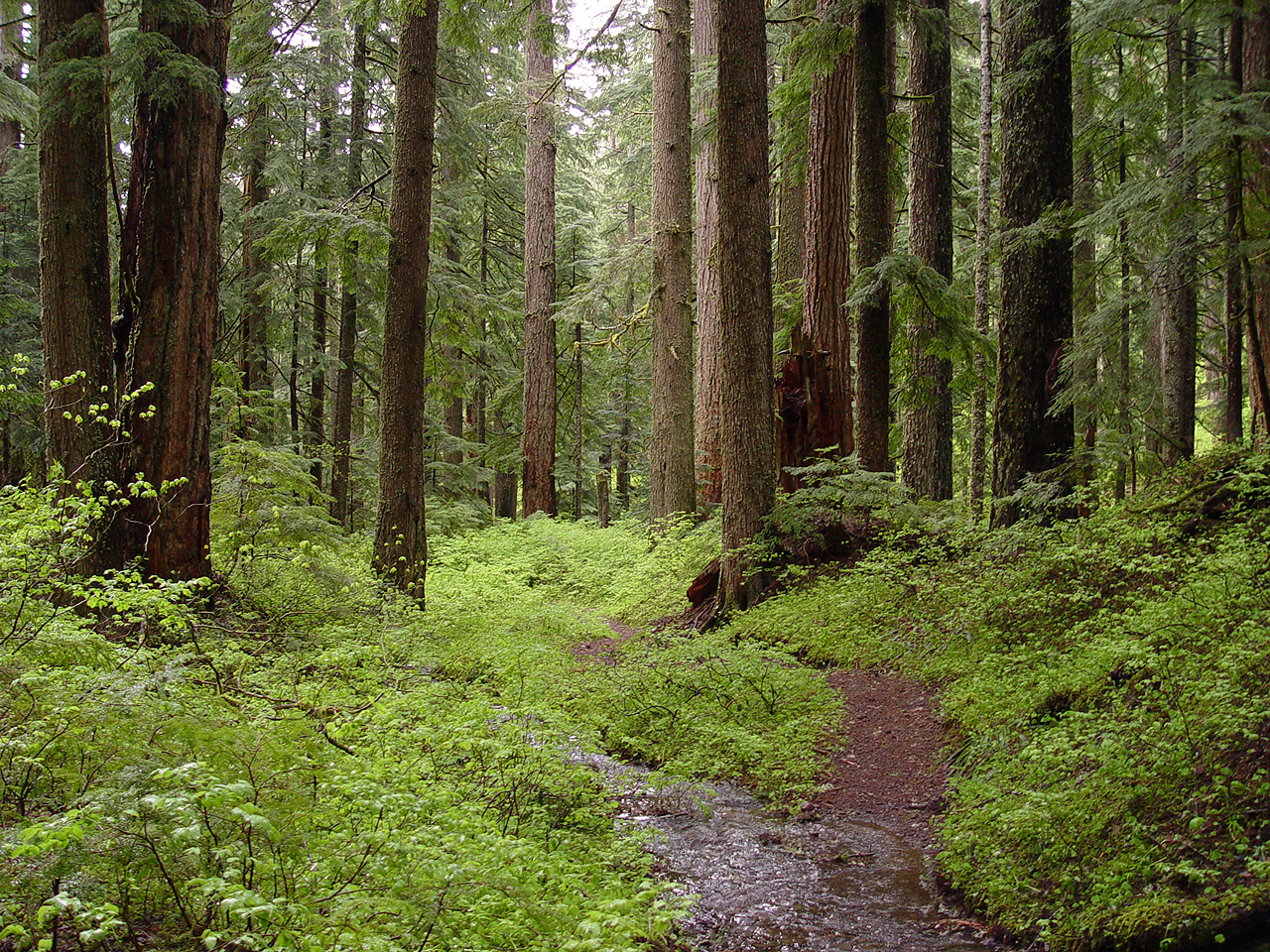
Bosque primario o virgen y un arroyo en Larch Mountain, en el estado estadounidense de Oregón.

El concepto de ecosistema humano se basa entonces en la deconstrucción de la dicotomía humano/naturaleza, y la premisa emergente de que todas las especies están integradas ecológicamente entre sí, así como con los constituyentes abióticos de su biotopo.
Un mayor número o variedad de especies o la biodiversidad de un ecosistema puede contribuir a una mayor capacidad de recuperación del mismo, porque hay más especies presentes en un lugar para responder al cambio y, por lo tanto, «absorber» o reducir sus efectos. Esto reduce el efecto antes de que la estructura del ecosistema se cambie fundamentalmente a un estado diferente. Este no es el caso universalmente y no existe una relación comprobada entre la diversidad de especies de un ecosistema y su capacidad para proporcionar bienes y servicios a un nivel sostenible.
El término ecosistema también puede referirse a entornos creados por el hombre, como los ecosistemas humanos y los ecosistemas influenciados por el hombre, y puede describir cualquier situación en la que exista una relación entre los organismos vivos y su entorno. Hoy en día, existen menos áreas en la superficie de la tierra libres de contacto humano, aunque algunas áreas naturales o salvajes continúan existiendo sin ninguna forma de intervención humana.

## Biomas
| Desierto helado y polar Tundra Taiga Bosque templado caduco Estepa templada Selva subtropical | Vegetación mediterránea Bosque monzónico Desierto árido Arbustiva xerofítica Estepa seca Desierto semiárido | Sabana herbácea Sabana arbolada Bosque seco subtropical Selva tropical Tundra alpina Bosque montano |

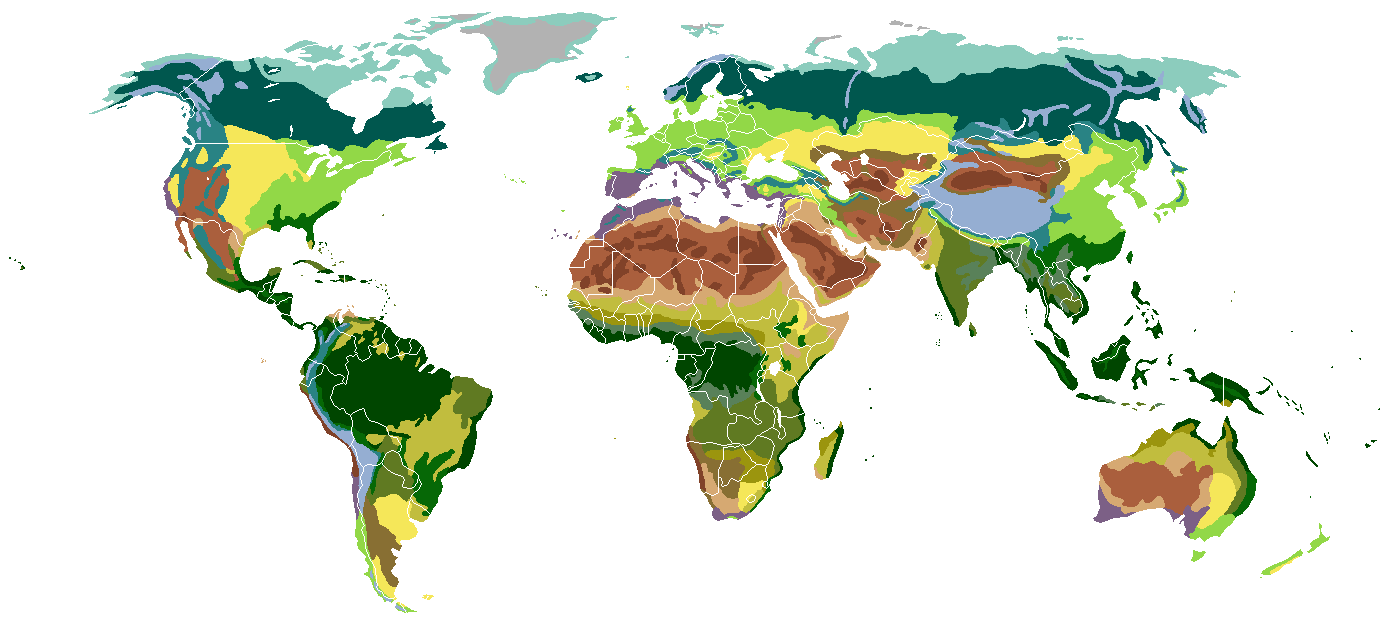
Biomas clasificados por vegetación

Los biomas son terminológicamente similares al concepto de los ecosistemas, y son desde el punto de vista climático áreas definidas geográficamente de condiciones climáticas ecológicamente similares en la Tierra, tales como comunidades de plantas, animales y organismos del suelo, a menudo referidas como ecosistemas. Los biomas se definen sobre la base de factores como las estructuras de las plantas (como árboles, arbustos y pastos), los tipos de hojas (como el ancho de hoja y sus diferentes partes), el espaciamiento de las plantas (en bosques, sabanas) y el clima. A diferencia de las ecozonas, los biomas no están definidos por similitudes genéticas, taxonómicas o históricas. Los biomas a menudo se identifican con patrones particulares de sucesión ecológica y vegetación culminante.

## Ciclos biogeoquímicos

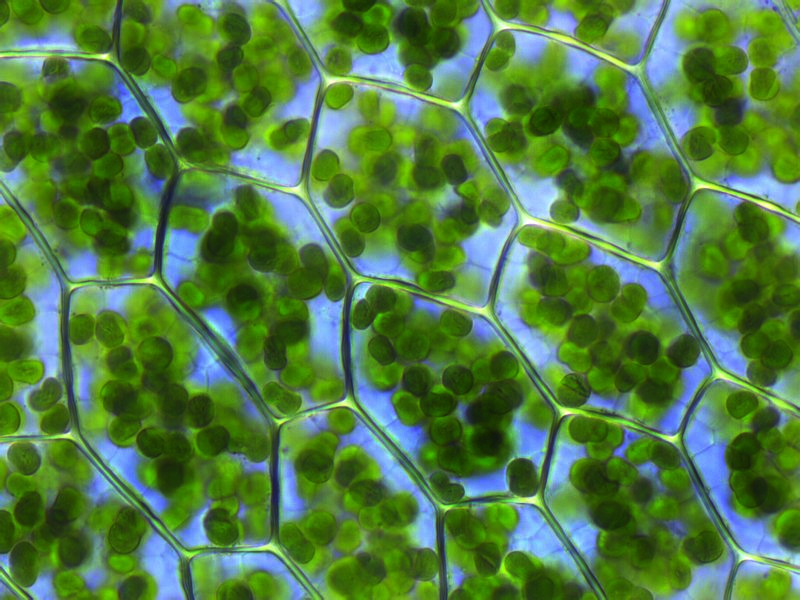
Los cloroplastos realizan la fotosíntesis y se encuentran en células vegetales y otros organismos eucarióticos. Estos son cloroplastos visibles en las células de Plagiomnium affine —musgo de muchos frutos—.

Los ciclos biogeoquímicos globales son críticos para la vida, especialmente los de agua, oxígeno, carbono, nitrógeno y fósforo.
- El ciclo del nitrógeno es la transformación del nitrógeno y los compuestos que contienen nitrógeno en la naturaleza. Es un ciclo que incluye componentes gaseosos.
- El ciclo del agua es el movimiento continuo de agua en, por encima y por debajo de la superficie de la Tierra. El agua puede cambiar de estado entre líquido, vapor y hielo en varios lugares del ciclo del agua. Aunque el balance del agua en la Tierra permanece bastante constante a lo largo del tiempo, las moléculas individuales de agua pueden ir y venir.
- El ciclo del carbono es el ciclo biogeoquímico por el cual el carbono se intercambia entre la biosfera, pedosfera, geosfera, hidrosfera y atmósfera de la Tierra.
- El ciclo del oxígeno es el movimiento del oxígeno dentro y entre sus tres reservorios principales: la atmósfera, la biosfera y la litosfera. El principal factor determinante del ciclo del oxígeno es la fotosíntesis, responsable de la composición y la vida atmosférica de la Tierra moderna.
- El ciclo del fósforo es el movimiento del fósforo a través de la litosfera, la hidrosfera y la biosfera. La atmósfera no desempeña un papel importante en los movimientos del fósforo, porque los compuestos de fósforo son generalmente sólidos en los rangos típicos de temperatura y presión que se encuentran en la Tierra.

## Naturaleza salvaje

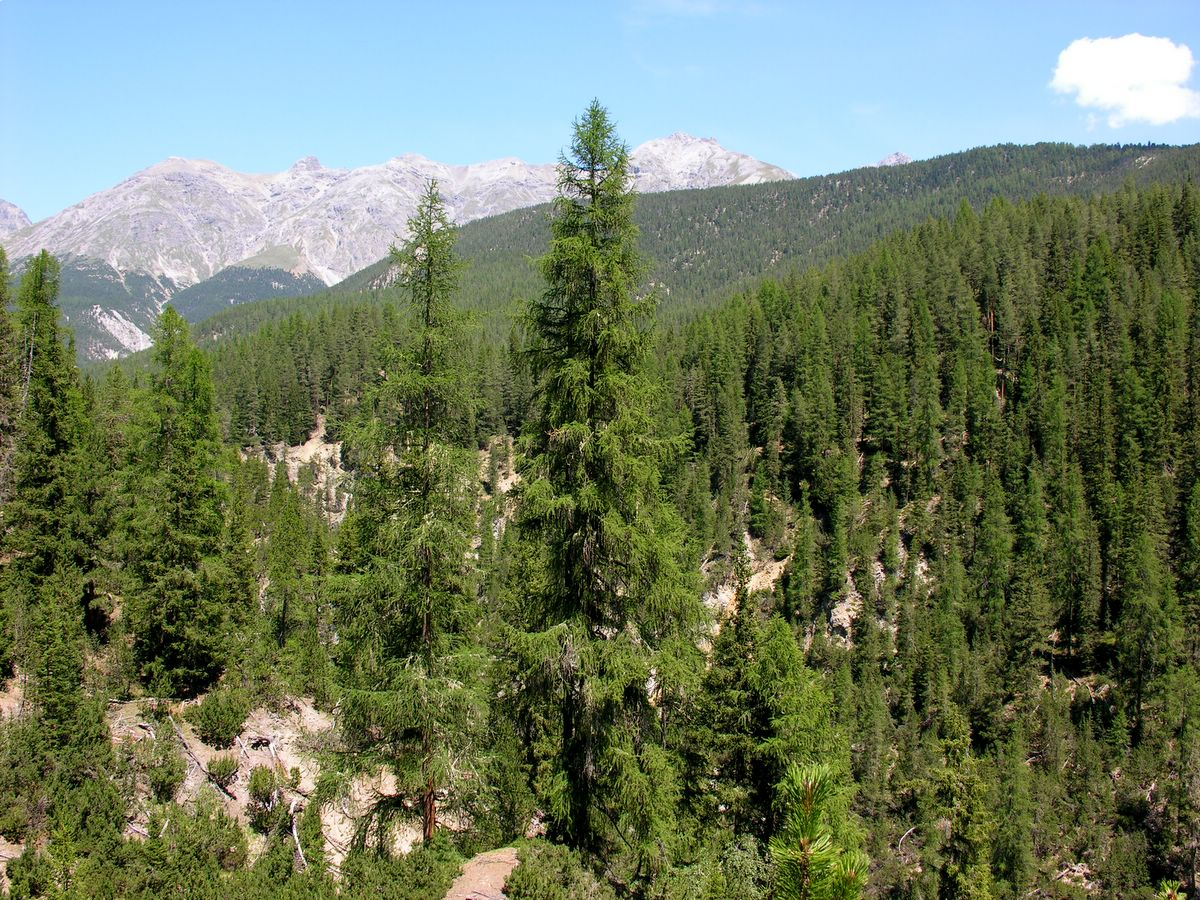
Un bosque de coníferas en los Alpes suizos (parque nacional)

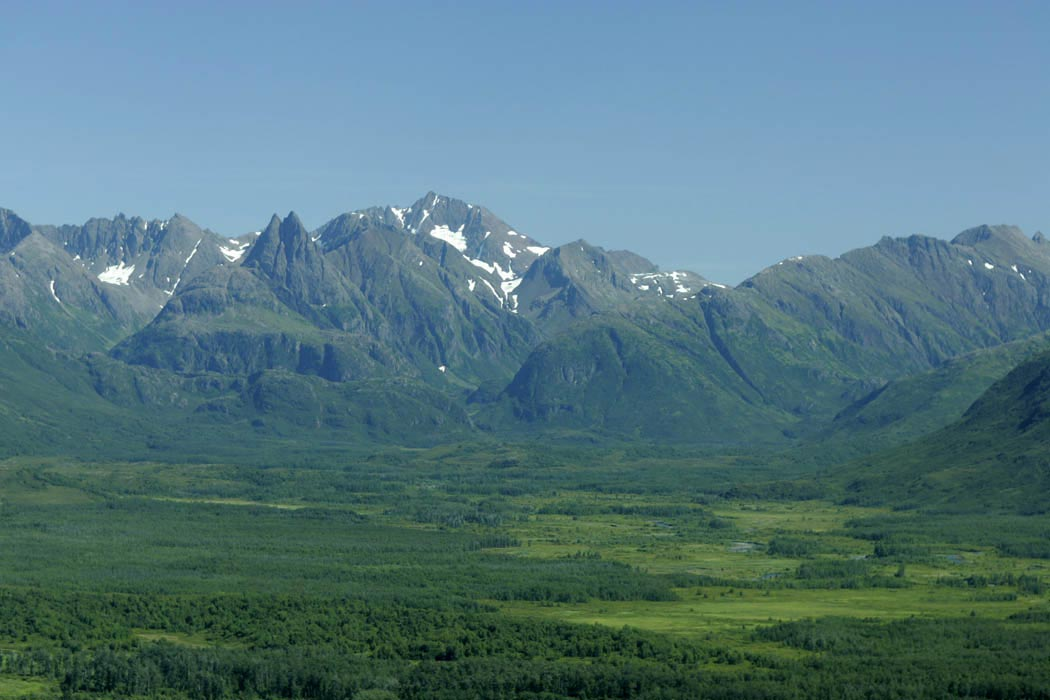
Las montañas Ahklun y el desierto Togiak dentro del Refugio Nacional de Vida Silvestre Togiak en el estado estadounidense de Alaska

La naturaleza salvaje generalmente se define como un entorno natural en la Tierra que no ha sido modificado significativamente por la actividad humana. La Fundación WILD entra en más detalles, definiendo la vida silvestre como: 
Las áreas naturales silvestres más intactas y sin perturbaciones que quedan en nuestro planeta: esos últimos lugares verdaderamente silvestres que los humanos no controlan y no se han desarrollado con carreteras, tuberías u otra infraestructura industrial.
 Las áreas silvestres y los parques protegidos se consideran importantes para la supervivencia de ciertas especies, estudios ecológicos, conservación, soledad y recreación. El desierto es profundamente valorado por razones culturales, espirituales, morales y estéticas. Algunos escritores de la naturaleza creen que las áreas silvestres son vitales para el espíritu humano y la creatividad.
La palabra «salvaje» deriva de la noción de salvajismo; en otras palabras, lo que no es controlable por los humanos. La etimología de la palabra wild proviene de los wildeornes del inglés antiguo, que a su vez se deriva de wildeor, que significa ‘bestia’ salvaje (wild = ‘salvaje’ + deor = ‘bestia, venado’). Desde este punto de vista, es la naturaleza salvaje de un lugar lo que lo convierte en un desierto. La mera presencia o actividad de las personas no descalifica a un área de ser «desierto». Muchos ecosistemas que están, o han sido, habitados o influenciados por actividades de personas aún pueden considerarse «salvajes». Esta forma de ver el desierto incluye áreas dentro de las cuales los procesos naturales operan sin una interferencia humana muy notable.
La vida silvestre incluye todas las plantas, animales y otros organismos no domesticados. La domesticación de especies de plantas y animales silvestres para beneficio humano ha ocurrido muchas veces en todo el planeta y tiene un gran impacto en el medio ambiente, tanto positivo como negativo. La vida silvestre se puede encontrar en todos los ecosistemas. Los desiertos, las selvas tropicales, las llanuras y otras áreas, incluidos los sitios urbanos más desarrollados, tienen formas distintas de vida silvestre. Mientras que el término en la cultura popular usualmente se refiere a animales que no están afectados por factores humanos civilizados, la mayoría de los científicos están de acuerdo en que la vida silvestre en todo el mundo está (ahora) afectada por las actividades humanas.

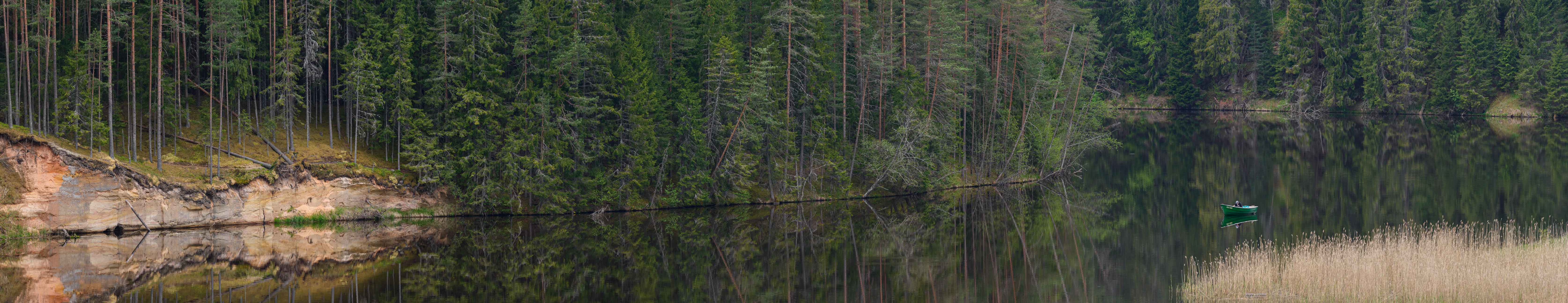
Una vista de la naturaleza salvaje en Estonia

## Desafíos

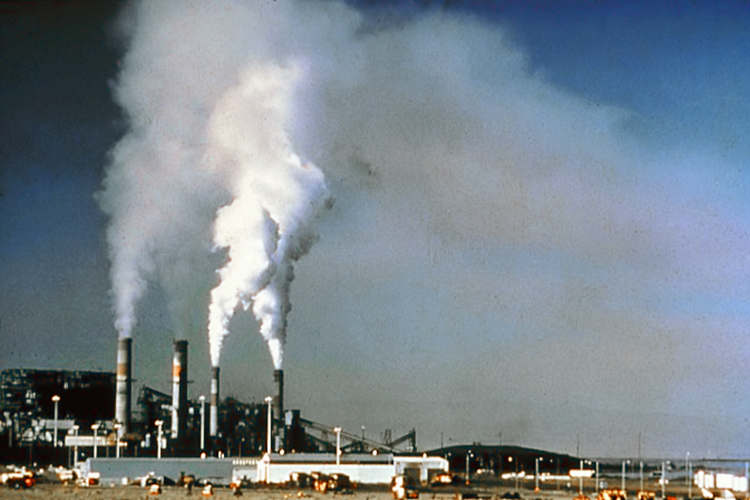
Antes de que se instalara la desulfuración del gas de combustión, las emisiones contaminantes del aire de esta central eléctrica en Nuevo México contenían cantidades excesivas de dióxido de azufre.

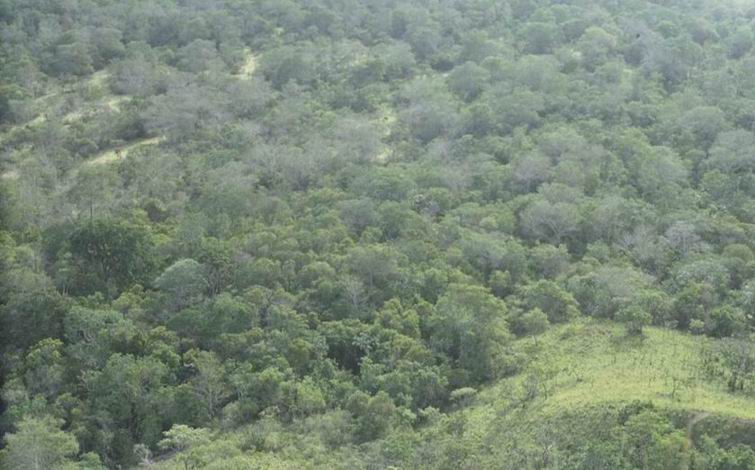
Selva Amazónica en Brasil. Las selvas tropicales de América del Sur contienen la mayor diversidad de especies en la Tierra, incluidas algunas que han evolucionado en los últimos cientos de miles de años.

Es la comprensión común del «entorno natural» lo que subyace en el ecologismo: un amplio movimiento político, social y filosófico que aboga por diversas acciones y políticas con el fin de proteger lo que la naturaleza permanece en el entorno natural, o restaurar o ampliar el papel de la naturaleza en este ambiente. Si bien la verdadera naturaleza salvaje es cada vez más rara, la naturaleza «salvaje» (por ejemplo, bosques no administrados, pastizales sin cultivar, vida silvestre, flores silvestres) se puede encontrar en muchos lugares previamente habitados por humanos.
Los objetivos en beneficio de las personas y los sistemas naturales, expresados comúnmente por los científicos ambientales y ambientalistas incluyen:
- Eliminación de la contaminación y los tóxicos en el aire, el agua, el suelo, los edificios, los productos manufacturados y los alimentos.
- Preservación de la biodiversidad y protección de especies en peligro de extinción.
- Conservación y uso sostenible de recursos como el agua,[41] tierra, aire, energía, materias primas y recursos naturales.
- Detener el calentamiento global inducido por el hombre, que representa la contaminación, una amenaza para la biodiversidad y una amenaza para las poblaciones humanas.
- Cambio de combustibles fósiles a energías renovables en electricidad, calefacción y refrigeración, y transporte, que aborda la contaminación, el calentamiento global y la sostenibilidad. Esto puede incluir el transporte público y la generación distribuida, que tienen beneficios para la congestión del tráfico y la confiabilidad eléctrica.
- Cambio de dietas intensivas en carne a dietas en gran parte basadas en plantas para ayudar a mitigar la pérdida de biodiversidad y el cambio climático.[42]
- Establecimiento de reservas naturales para fines recreativos y preservación de ecosistemas.
- Gestión de residuos sostenible y menos contaminante, incluida la reducción de residuos (o incluso cero residuos), la reutilización, el reciclaje, el compostaje, la conversión de residuos en energía y la digestión anaeróbica de los lodos de depuración.
- Ralentización y estabilización del crecimiento de la población humana.[43]

## Crítica
En algunas culturas, el término entorno carece de significado porque no hay separación entre las personas y lo que ellos ven como el mundo natural o su entorno. Específicamente en los Estados Unidos, muchas culturas nativas no reconocen el «ambiente», o se ven a sí mismas como ambientalistas.

### Medio ambiente y pueblos indígenas

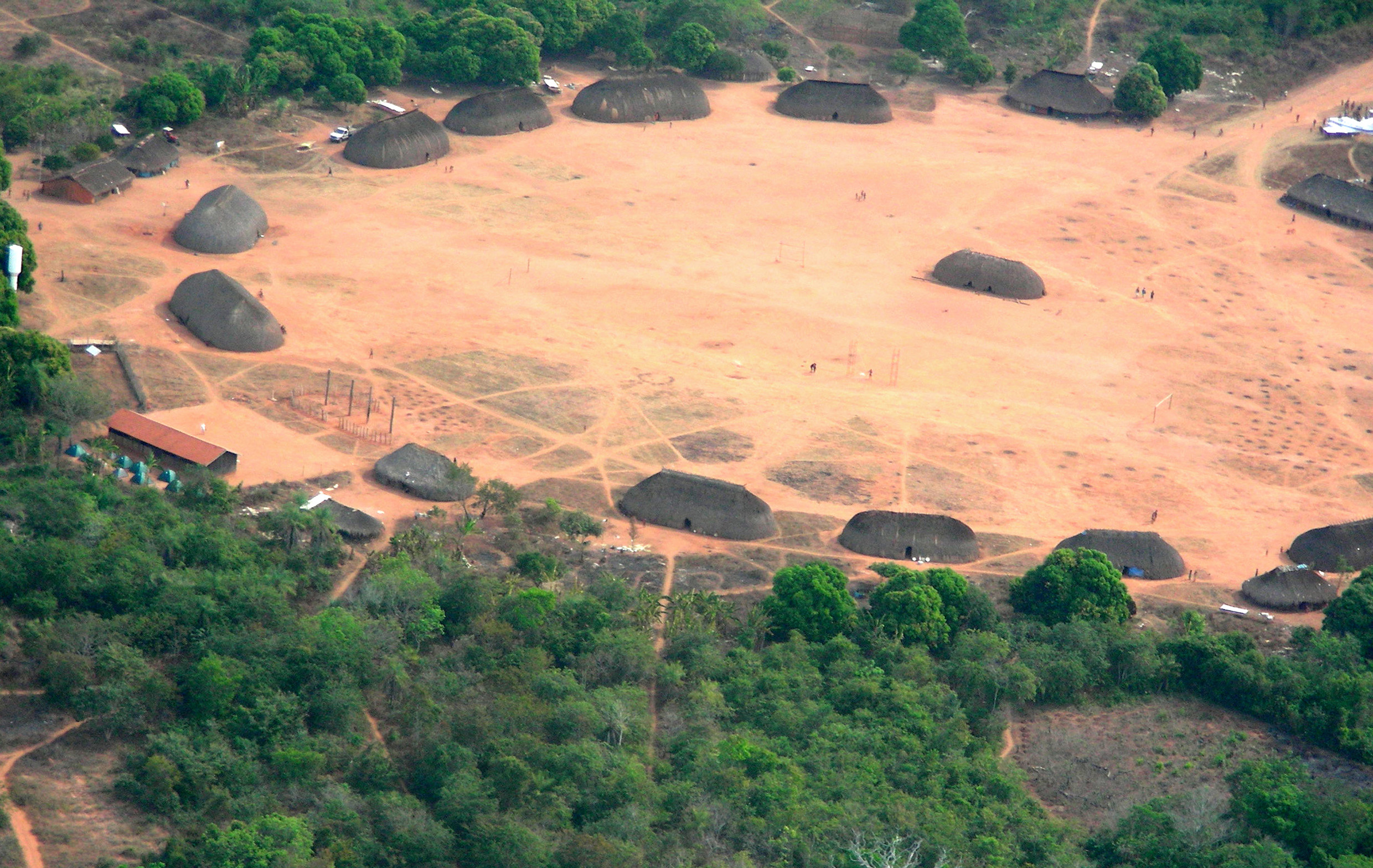
Parque Indígena do Xingu (viviendas)

Los pueblos indígenas son comunidades locales que habitan el 22 % del territorio planetario y poseen una población de entre 350 y 500 millones de personas alrededor del mundo. Dichas poblaciones se establecieron históricamente en diversos territorios a lo largo y ancho del planeta, en el que fueron adaptándose y creando una relación estrecha entre el individuo y el ecosistema habitado. En dicho proceso de adaptación, los pueblos indígenas fueron modificando y creando todo un mundo simbólico entre el medio ambiente y las personas, a tal punto de volverse o reconocerse como parte del ecosistema natural que habitan; dicha afirmación se sustenta a partir de los relatos orales transmitidos a través de las generaciones, lo cual posteriormente derivó y contribuyó al desarrollos de sus procesos identitarios; es por ello que existen comunidades indígenas que se reconocen como descendientes de seres, animales y cualquier otro elemento de la naturaleza.
Actualmente, la super población y el aumento de las demandas sobre los recursos naturales ha empujado a las grandes empresas extractoras de materias primas a buscar, negociar y explotar nuevos territorios en la búsqueda de tierras fértiles y aptas para seguir generando recursos para las grandes industrias a nivel mundial. Dicha situación a derivado en el enfrentamiento de las formas de entender y ver el mundo por parte de los pueblos occidentales y los pueblos indígenas y locales, lo cual a generado relaciones interétnicas asimétricas con repercusiones a largo plazo para los grupos involucrados.
Dada la relación entre los pueblos indígenas y el medio ambiente, dichos grupos humanos son reconocidos como los guardianes de los ecosistemas naturales, ya que lo consideran parte de su cultura y el hogar propicio para la continuidad de sus prácticas y costumbres culturales. Es por ello que cualquier atentado al sistema natural y a los territorios indígenas, atenta directamente con la vida y la continuidad de los modos de vidas indígenas.

### Cambio climático y los pueblos indígenas

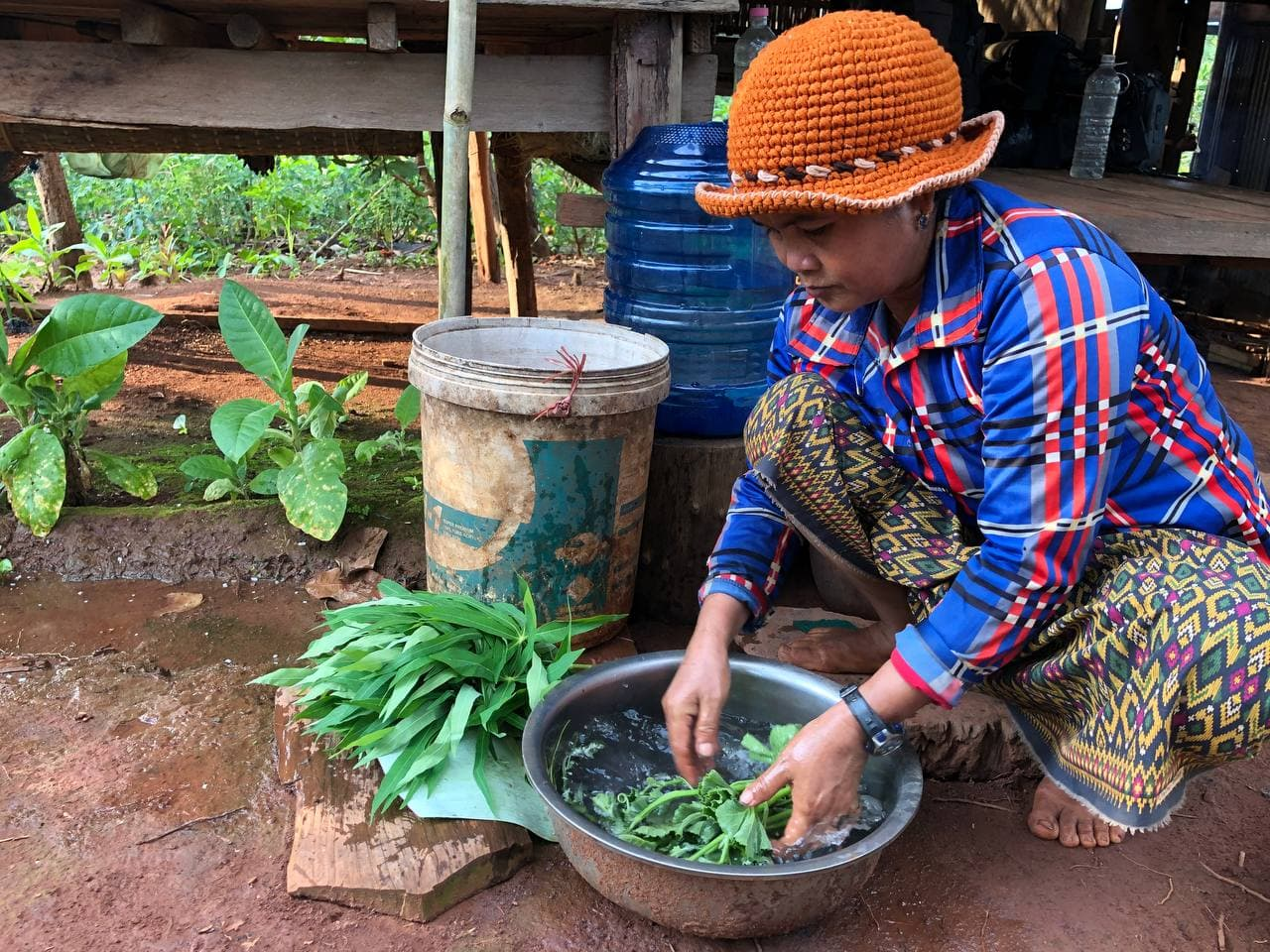
Mujer jaria limpiando verduras para cocinar

Los pueblos indígenas a raíz de su estrecha vinculación con sus territorios, están siendo impactados y afectados por los cambios que se vienen presentando en el clima y el aumento de las temperaturas a nivel mundial, ya sea mediante períodos de lluvia por encima de lo habitual y el recrudecimiento de la sequía en zonas áridas. La aparición de nuevos virus y la extinción de especies de fauna local. Situación que atenta directamente sobre sus sistemas económicos y genera un éxodo y movilización de los grupos indígenas hacía zonas urbanas. Un ejemplo conocido a nivel mundial es la deforestación de la selva amazónica desde los diferentes países que la conforman, en tal caso se evidencia el impacto negativo sobre los suelos y la introducción a la selva de elementos externos que están diezmando a las especies endémicas y a las comunidades indígenas que viven en dicha zona.
El cambio climático se manifiesta en fenómenos naturales cada vez más fuertes y que en gran medida amenaza la vida de los seres humanos, asimismo muchas veces los suelos y las defensas naturales quedan cada vez más reducidas por la fuerza del impacto, bien sea suelos desprotegidos por la tala de bosques, aumento de la temperatura por la ausencia de árboles, extinción de especies, y limitación en los cultivos por las inundaciones, entre otros. Los pueblos indígenas están en medio de esos estragos generados por la intervención de los seres humanos sobre la tierra.

### Desarrollo sostenible desde la visión indígena
En 2020, las Naciones Unidas y el Fondo para el Desarrollo de los Pueblos Indígenas de América Latina y el Caribe (FILAC) publicaron un informe sobre los objetivos del desarrollo sostenible en el que se incluyen los temas más relevantes de la relación de los pueblos indígenas y el medio ambiente, con miras a un modelo de desarrollo alternativo al actual.
Muchos pueblos indígenas son económicamente sustentables aún en el siglo actual, ya que siguen produciendo sus alimentos, construyen sus viviendas a partir de los materiales encontrados en sus ecosistemas y manejan un sistema propio de justicia y continuidad cultural, a pesar de los avances que ha experimentado la humanidad. Para los pueblos indígenas, el desarrollo no representa la desaparición ni la depredación de sus entornos naturales ni la alteración de los ecosistemas, ya que eso atenta en contra de sus sistemas de creencias y el nivel de conocimiento que han desarrollado en ese largo camino de interacción con el medio ambiente. Por tal motivo, organismos internacionales como la Organización de las Naciones Unidas y el FILAC han desarrollado investigaciones y diversos esfuerzos para proponer nuevas alternativas al desarrollo económico actual y los cuales se plantearon en los Objetivos de Desarrollo Sostenible (ODS), ya que eso constituye una oportunidad para avanzar en el diálogo entre los modelos de desarrollo para implementar alternativas más conscientes y amigables con la naturaleza.

## Día Mundial del Medio Ambiente
El 5 de junio, se celebra globalmente el Día Mundial del Medio Ambiente. Este fue establecido por la Asamblea General de las Naciones Unidas en 1972. Es uno de los medios importantes por los cuales la Organización de las Naciones Unidas estimula la sensibilización mundial acerca del entorno.